# Mompang Julu
Mompang Julu is een bestuurslaag in het regentschap Mandailing Natal van de provincie Noord-Sumatra, Indonesië. Mompang Julu telt 5246 inwoners (volkstelling 2010).